# Cropia viridimicans
Cropia viridimicans là một loài bướm đêm trong họ Noctuidae.